# Fernan Soarez de Quinhones
Fernan Soarez de Quinhones (o Fernan Suarez de Quiñones) fue un trovador leonés del siglo XIII.

## Biografía
Apenas quedan datos biográficos. Se cree que proviene de una localidad leonesa llamada Quiñones del Río, cerca de Astorga, estaría casado con Maria Guillelmez y sería hermano de Fernan Suarez de Quiñones, que aparece en el documento de las reparticiones tras la conquista de Sevilla. Fernan Suarez figura en un documento de venta de 1259 conservado en la catedral de León en el que también figura Alfonso X. Carlos Alvar también encontró un documento de 1271 en el que figura su nombre. Estuvo activo en la corte de Alfonso X y tuvo relaciones con los trovadores Gonçalo Eanes do Vinhal y Johan Airas.

## Obra
Se conservan cinco cantigas: cuatro son cantigas de escarnio y maldecir y la restante un sirvetés moral.